# Mekarraharja
Mekarraharja is een bestuurslaag in het regentschap Majalengka van de provincie West-Java, Indonesië. Mekarraharja telt 2998 inwoners (volkstelling 2010).